# Thoriosa spinivulva
Espèce
Synonymes
- Ctenus spinivulva Simon, 1909

Thoriosa spinivulva est une espèce d'araignées aranéomorphes de la famille des Ctenidae.

## Distribution
Cette espèce est endémique de São Tomé à Sao Tomé-et-Principe.

## Description
Les mâles mesurent de 11 à 12 mm et les femelles de 8 à 10 mm.

## Systématique et taxinomie
Cette espèce a été décrite sous le protonyme Ctenus spinivulva par Simon en 1909. Elle est placée dans le genre Thoriosa par Benoit en 1976.

## Publication originale
- Simon, 1909 : « Arachnides recueillis par L. Fea sur la côte occidentale d'Afrique. 2e partie. » Annali del Museo Civico di Storia Naturale di Genova, vol. 44, p. 335-449 (texte intégral).